# Колгу
Ко́лгу (эст. Kolgu) — деревня на севере Эстонии волости Куусалу, уезд Харьюмаа. 

## География и описание
Расположена в 58 км к востоку от Таллина. Высота над уровнем моря — 108 метров.
На территории деревни находится часть Центрального полигона Вооружённых сил Эстонии.
Климат умеренный. Официальный язык — эстонский. Почтовый индекс — 74618.

## Население
По данным переписей населения 2000, 2011 и  2021 годов, в деревне жителей не было.

## История
Деревня возникла как хутор не позднее начала XVIII века. Позже здесь также находилась корчма Колгунымме (эст. Kolgunõmme, в 1796 году упоминается как Kolgonem). Название Колгу вошло в употребление только в конце XIX века. Это был район разбросанных хуторов. Деревня была упразднена после 1940-х годов и стала частью деревни Суру, восстановлена в 1997 году.

## Происхождение топонима
Название деревни происходит от слова ′kolgas : kolka′ — «глухомань, захолустье». В нынешних границах Колгу также включает хутор Таммеметса или Тамметса (эст. Tammemetsa, Tammetsa, в 1379 году упоминается как Tammenmetze) и бывшие деревни прихода Кадрина: Кукепалу (эст. Kukepalu, в 1687 году упоминается как лесничество Kuckupahl), Синипалу (эст. Sinipalu, в 1726 году упоминается как хутор ферм Sinnepal Dirich) и Тепу (эст. Tepu, в 1732 году — хутор Teppy Marth).